# Олга Радионова
Олга Геденијевна Радионовна (рођена 25. јуна 1974. године у Москви), је руска глумица, ТВ водитељ и фото модел.

## Каријера
Модом се почела бавити још деведесетих година када је имала свој бутик. Након тога радила је са светски познатим фотографима, и небројано пута била на насловним странама светски познатих модних и осталих часописа. Само је 14 пута била на насловним странама часописа Плејбој у неколико земаља. Добитница је француске награде "The Best" за најлепше људе године.
Такође је позната као и ТВ водитељ. Води једну емисију Цена питања на Каналу 3, као и једну емисију на каналу World fashion Channel.

### Филм
Своју успешну каријеру успела је да крунише и са улогама у неколико филмова:
- 2002 - Светска хроника
- 2002 - Пети анђео
- 2003 - Тотализатор
- 2004 - Љубавне авантуре
- 2006 - Лифт
- 2007 - Брзи и жестоки Да Винчи
- 2007 - Агонија страха
- 2007 - Парадокс
- 2010 - Хемичар
- 2010 - Мисија Пророк

## Остало
Удата је за Руског милијардера Сергеја Радионова. Иако су заједно од 1994. године венчали су се тек 2002. Са Сергејом има ћерку рођену 1996. Позната је као активиста за грађанска права у Русији.